# Denise Levertov
Denise Levertov (Ilford, 24 de outubro de 1923 – Seattle, 20 de dezembro de 1997) foi uma poetisa, escritora e tradutora inglesa, naturalizada nos Estados Unidos e ligada à Geração Beat.

## Obra

### Poesia
The Double Image (1946)
 The Sharks (1952)
 Here and Now (1956)
 Overland to the Islands (1958)
 With Eyes at the Back of Our Heads (1959)
 The Jacob's Ladder (1961)
 O Taste and See: New Poems (1964)
 The Sorrow Dance (1967)
 Life At War (1968)
 At the Justice Department, November 15, 1969
 Relearning the Alphabet (1970)
 To Stay Alive (1971)
 What Were They Like? (1971)
 Footprints (1972)
 The Freeing of the Dust (1975)
 Life in the Forest (1978)
 Wedding-Ring (1978)
 Collected Earlier Poems 1940-1960 (1979)
 Candles in Babylon (1982)
 The May Mornings (1982)
 Poems 1960-1967 (1983)
 Oblique Prayers: New Poems (1984)
 Selected Poems (1986) ISBN 0906427851
 Living (1986)
 Poems 1968-1972 (1987)
 Breathing the Water (1987)
 A Door in the Hive (1989)
 Evening Train (1992)
 A Door in the Hive / Evening Train (1993) ISBN 1852241594
 The Sands of the Well (1996)
 The Life Around Us: Selected Poems on Nature (1997)
 The Stream & the Sapphire: Selected Poems on Religious Themes (1997)
 This Great Unknowing: Last Poems (2000)

### Prosa
The Poet in the World (1973)
 Light Up the Cave (1981)
 New & Selected Essays (1992)
 Tesserae: Memories & Suppositions (1995)
 The Letters of Denise Levertov and William Carlos Williams, edited by Christopher MacGowan (1998).
The Letters of Robert Duncan and Denise Levertov, edited by Robert J. Bertholf & Albert Gelpi. Stanford, CA: Stanford University Press, 2004.

### Traduções
In Praise of Krishna: Songs From the Bengali (1967)
Selected Poems by Eugene Guillevic (1969)
Black Iris: Selected Poems by Jean Joubert (Copper Canyon Press, 1989)